# 수라트문둥이박쥐
수라트문둥이박쥐(Eptesicus dimissus)는 애기박쥐과에 속하는 문둥이박쥐의 일종이다. 태국에서만 발견된다.

## 분포
태국 남부 수랏타니주 타이롬옌 국립공원의 까오농 지역과 네팔 남부 테라이 평원 치트완 국립공원에서 발견된다.